# Albert A. Stahel
Albert A. Stahel, né le 3 mars 1943,, est un essayiste suisse, spécialiste des thèmes liés à la géopolitique et la géostratégie.

## Biographie
Il est professeur à l'université de Zurich,.

## Publications
- Klassiker der Strategie - eine Bewertung, Vdf Hochschulverlag, 2004
- Strategisch denken. Ziel - Mittel - Einsatz in Politik, Wirtschaft und Armee, vdf Hochschulverlag AG an der ETH Zürich, 1997
- List? Hinterlist in unserer Zeit!, Vdf Hochschulverlag, 2000
- Widerstand der Besiegten Guerillakrieg oder Knechtschaft: Von der Antike zur Al-Kaida, Vdf Hochschulverlag, 2006
- Avec Silvia Berger et Dieter Kläy, Afghanistan - ein Land am Scheideweg. Im Spiegel der aktuellen Ereignisse., Vdf Hochschulverlag, 2002
- Simulation sicherheitspolitischer Prozesse. Anhand von Beispielen und Problemen der schweizerischen Sicherheitspolitik, Vdf Hochschulverlag, 2000
- USA - UdSSR. Die Arsenale der beiden Supermächte 1945-1982, Huber Verlag, (1983)
- Avec une préface de Kaspar Villiger, Luftverteidigung - Strategie und Wirklichkeit, Vdf Hochschulverlag, 1993.
- Die Anwendung von Lanchester-Modellen für die Beschreibung und die Simulation von Interaktionen im Guerillakrieg, Biblio-Verlag, (1975).
- Avec Hans Eberhart, Schweizerische Militärpolitik der Zukunft, Nzz Libro, (2000)
- Terrorismus und Marxismus (Marxistisch-leninistische Konzeptionen des Terrorismus und der Revolution), ASMZ-Verlag; Auflage, (1988)
- Konflikte und Kriege. Simulationstechnik und Spieltheorie., Vdf Hochschulverlag, 1999
- Avec Pierre Allen et Dieter Kläy, Sowjetische Geheimdokumente zum Afghanistankrieg (1978-1991), Vdf Hochschulverlag, 1995